# Список творів Агати Крісті
Агата Крісті належить до найвідоміших у світі авторів детективної прози і є одним із найбільш опублікованих письменників за всю історію людства. Книги Крісті видані накладом понад 2 мільярди екземплярів і перекладені більш ніж 100 мовами світу. Крісті також належить рекорд за максимальним числом театральних постановок.
Списки творів Агати Крісті наводяться у хронологічному порядку їх першої публікації.

## Твори Агати Крісті

### Романи

#### Одноосібне авторство
Письменниця є одноосібною авторкою 72 романів, з яких 6 було опубліковано під псевдонімом Мері Вестмакотт (англ. Mary Westmacott).

##### Агата Крісті
Під авторським ім'ям «Агата Крісті» вийшли 66 романів, половина з яких (33) входять до циклу творів про Еркюля Пуаро.
Українською мовою романи письменниці вперше побачили світ 1971 року в книзі «Три повісті» видавництва «Радянський письменник», до якої ввійшли українські переклади романів «Убивство на полі для гольфу» (під назвою «Запізніла розплата»), «І не лишилось жодного» (під назвою «Таємниця індійського острова») та «П'ятеро поросят».
| Рік  | Назва                                                                            | Оригінальна назва                                                    | Головний персонаж    | Український переклад                                                 | Примітки |
| ---- | -------------------------------------------------------------------------------- | -------------------------------------------------------------------- | -------------------- | -------------------------------------------------------------------- | -------- |
| 1920 | Таємнича пригода в Стайлзі                                                       | The Mysterious Affair at Styles                                      | Еркюль Пуаро         | Надія Хаєцька (2018, 2024)                                           |          |
| 1922 | Таємничий суперник                                                               | The Secret Adversary                                                 | Томмі і Таппенс      | Дар'я Петрушенко (2022)                                              |          |
| 1923 | Убивство на полі для гольфу Запізніла розплата                                   | The Murder on the Links                                              | Еркюль Пуаро         | Володимир Хижняк (1971) Антоніна Ящук (2020)                         |          |
| 1924 | Людина у коричневому костюмі                                                     | The Man in the Brown Suit                                            | Полковник Рейс       |                                                                      |          |
| 1925 | Таємниця замка Чимніз                                                            | The Secret of Chimneys                                               | Суперінтендант Баттл |                                                                      |          |
| 1926 | Убивство Роджера Екройда                                                         | The Murder of Roger Ackroyd                                          | Еркюль Пуаро         | Надія Хаєцька (2019)                                                 |          |
| 1927 | Велика четвірка                                                                  | The Big Four                                                         | Еркюль Пуаро         | Антоніна Івахненко (2025)                                            |          |
| 1928 | Загадка «Блакитного потяга»                                                      | The Mystery of the Blue Train                                        | Еркюль Пуаро         | Андрій Зорницький (2019)                                             |          |
| 1929 | Таємниця семи циферблатів                                                        | The Seven Dials Mystery                                              | Суперінтендант Баттл |                                                                      |          |
| 1930 | Убивство в будинку вікарія Убивство в будинку пастора                            | The Murder at the Vicarage                                           | Міс Марпл            | Віктор Шовкун (2012, 2018)                                           |          |
| 1931 | Загадка Сіттафорда                                                               | The Sittaford Mystery The Murder at Hazelmoor                        |                      |                                                                      |          |
| 1932 | Небезпека «Дому на околиці»                                                      | Peril At End House                                                   | Еркюль Пуаро         | Андрій Зорницький (2020)                                             |          |
| 1933 | Смерть лорда Еджвера                                                             | Lord Edgware Dies Thirteen at Dinner                                 | Еркюль Пуаро         | Надія Хаєцька (2020)                                                 |          |
| 1934 | Чому не Еванс?                                                                   | Why Didn't They Ask Evans? The Boomerang Clue                        |                      | Юлія Максимейко (2021)                                               |          |
| 1934 | Убивство у «Східному експресі»                                                   | Murder on the Orient Express Murder in the Calais Coach              | Еркюль Пуаро         | Надія Хаєцька (2017)                                                 |          |
| 1934 | Трагедія у трьох діях                                                            | Three Act Tragedy Murder in Three Acts                               | Еркюль Пуаро         | Юлія Максимейко (2020)                                               |          |
| 1935 | Смерть у хмарах                                                                  | Death In The Clouds Death in the Air                                 | Еркюль Пуаро         | Антоніна Ящук (2020)                                                 |          |
| 1936 | Убивство у Месопотамії                                                           | Murder in Mesopotamia                                                | Еркюль Пуаро         | Антоніна Івахненко (2020)                                            |          |
| 1936 | Убивства за абеткою                                                              | The ABC Murders                                                      | Еркюль Пуаро         | Надія Хаєцька (2018)                                                 |          |
| 1936 | Карти на стіл                                                                    | Cards on the Table                                                   | Еркюль Пуаро         | Лілія Яким (2020)                                                    |          |
| 1937 | Німий свідок                                                                     | Dumb Witness Poirot Loses a Client                                   | Еркюль Пуаро         | Наталія Третякова (2023)                                             |          |
| 1937 | Смерть на Нілі                                                                   | Death On The Nile                                                    | Еркюль Пуаро         | Надія Хаєцька (2019, 2023)                                           |          |
| 1938 | Зустріч зі смертю                                                                | Appointment With Death                                               | Еркюль Пуаро         | Тетяна Микитюк (2022)                                                |          |
| 1938 | Різдво Еркюля Пуаро                                                              | Hercule Poirot's Christmas Murder for Christmas A Holiday for Murder | Еркюль Пуаро         |                                                                      |          |
| 1938 | Убити легко                                                                      | Murder is Easy Easy to Kill                                          | Суперінтендант Баттл | Аліна Недзеленко                                                     |          |
| 1939 | І не лишилось жодного Таємниця індійського острова Таємниця Індіанського острова | And Then There Were None (Ten Little Niggers) Ten Little Indians     |                      | Вадим Хазін (1971) Надія Хаєцька (2017)                              |          |
| 1940 | Сумний кипарис                                                                   | Sad Cypress                                                          | Еркюль Пуаро         | Анна Нікіфорова-Вакалюк (2023)                                       |          |
| 1941 | Зло під сонцем                                                                   | Evil Under The Sun                                                   | Еркюль Пуаро         | Надія Хаєцька (2020)                                                 |          |
| 1940 | Раз, два — пряжку застібни                                                       | One, Two, Buckle My Shoe The Patriotic Murders An Overdose of Death  | Еркюль Пуаро         |                                                                      |          |
| 1941 | Н чи М?                                                                          | N or M?                                                              | Томмі і Таппенс      |                                                                      |          |
| 1942 | П'ятеро поросят                                                                  | Five Little Pigs Murder in Retrospect                                | Еркюль Пуаро         | Ю. Лившиць, М. Олійник (1971) Анастасія Часовських (2023)            |          |
| 1942 | Тіло в бібліотеці Знахідка у бібліотеці                                          | The Body in the Library                                              | Міс Марпл            | Володимир Мусієнко (1989) Віктор Шовкун (2008) Тетяна Микитюк (2024) |          |
| 1942 | Перст провидіння На кого вкаже палець                                            | The Moving Finger                                                    | Міс Марпл            | Володимир Мусієнко (1983) Віктор Шовкун (2009)                       |          |
| 1944 | Година нуль                                                                      | Towards Zero                                                         | Суперінтендант Баттл |                                                                      |          |
| 1944 | Наприкінці приходить смерть                                                      | Death Comes As The End                                               |                      | Юлія Максимейко (2020)                                               |          |
| 1944 | Блискучий ціанід Смерть у шампанському                                           | Sparkling Cyanide Remembered Death                                   | Полковник Рейс       | Володимир Брюґґен (1981)                                             |          |
| 1946 | Лощина                                                                           | The Hollow Murder after Hours                                        | Еркюль Пуаро         |                                                                      |          |
| 1949 | Зігнутий будинок                                                                 | Crooked House                                                        |                      |                                                                      |          |
| 1948 | Хвиля удачі                                                                      | Taken at the Flood There is a Tide …                                 | Еркюль Пуаро         | Тетяна Микитюк (2024)                                                |          |
| 1950 | Оголошено вбивство                                                               | A Murder is Announced                                                | Міс Марпл            | ??? (1985) Віктор Шовкун (2010)                                      |          |
| 1951 | Багдадські зустрічі                                                              | They Came to Baghdad                                                 |                      |                                                                      |          |
| 1952 | Гра дзеркал                                                                      | They Do it with Mirrors Murder with Mirrors                          | Міс Марпл            | Віктор Шовкун (2009)                                                 |          |
| 1952 | Місіс Мак-Гінті померла                                                          | Mrs McGinty's Dead                                                   | Еркюль Пуаро         | Тетяна Микитюк (2023)                                                |          |
| 1953 | Після похорону                                                                   | After the Funeral Funerals are Fatal                                 | Еркюль Пуаро         |                                                                      |          |
| 1953 | Кишеня, повна жита                                                               | A Pocket Full of Rye                                                 | Міс Марпл            | Віктор Шовкун (2012)                                                 |          |
| 1954 | Місце призначення невідомо                                                       | Destination Unknown So Many Steps to Death                           |                      |                                                                      |          |
| 1955 | Гікорі Дікорі Док Таємниці пансіону                                              | Hickory Dickory Dock Hickory Dickory Death                           | Еркюль Пуаро         | Антоніна Івахненко (2023)                                            |          |
| 1956 | Примха мерця                                                                     | Dead Man's Folly                                                     | Еркюль Пуаро         | Микитюк Тетяна (2024)                                                |          |
| 1957 | Поїзд о 4:50 з Педдінґтона                                                       | 4.50 From Paddington What Mrs. McGillicuddy Saw!                     | Міс Марпл            | Віктор Шовкун (2012)                                                 |          |
| 1958 | Випробування невинуватістю                                                       | Ordeal By Innocence                                                  |                      | Надія Хаєцька (2018)                                                 |          |
| 1959 | Кішка серед голубів                                                              | Cat Among the Pigeons                                                | Еркюль Пуаро         |                                                                      |          |
| 1961 | Чалий кінь                                                                       | The Pale Horse                                                       | Аріадна Олівер       | Євгенія Канчура (2020)                                               |          |
| 1962 | Тріснуло дзеркало                                                                | The Mirror Crack'd from Side to Side The Mirror Crack'd              | Міс Марпл            | Віктор Шовкун (2011)                                                 |          |
| 1963 | Годинники                                                                        | The Clocks                                                           | Еркюль Пуаро         |                                                                      |          |
| 1964 | Карибська таємниця                                                               | A Caribbean Mystery                                                  | Міс Марпл            | Віктор Шовкун (2011)                                                 |          |
| 1965 | Готель «Бертрам» У готелі Бертрама                                               | At Bertram's Hotel                                                   | Міс Марпл            | Євген Левченко (1999)                                                |          |
| 1966 | Третя дівчина Третя квартирантка                                                 | Third Girl                                                           | Еркюль Пуаро         | ??? (1988—1989)                                                      |          |
| 1967 | Нескінченна ніч                                                                  | Endless Night                                                        |                      |                                                                      |          |
| 1968 | У мене пальці засвербіли                                                         | By The Pricking Of My Thumbs                                         | Томмі і Таппенс      |                                                                      |          |
| 1969 | Вечірка на Геловін                                                               | Hallowe'en Party                                                     | Еркюль Пуаро         | Олена Соломарська (2023)                                             |          |
| 1970 | Пасажир з Франкфурта                                                             | Passenger to Frankfurt                                               |                      |                                                                      |          |
| 1971 | Немезида                                                                         | Nemesis                                                              | Міс Марпл            | Віктор Шовкун (2009)                                                 |          |
| 1972 | Слони вміють пам'ятати                                                           | Elephants Can Remember                                               | Еркюль Пуаро         |                                                                      |          |
| 1973 | Брама долі                                                                       | Postern of Fate                                                      | Томмі і Таппенс      |                                                                      |          |
| 1975 | Завіса: Остання справа Пуаро                                                     | Curtain: Poirot's Last Case                                          | Еркюль Пуаро         |                                                                      |          |
| 1976 | Забуте вбивство                                                                  | Sleeping Murder                                                      | Міс Марпл            | Віктор Шовкун (2010)                                                 |          |

##### Мері Вестмакотт
Упродовж 1930—1956, під псевдонімом Мері Вестмакотт, письменниця опубліковала 6 романів про кохання, українські переклади яких вийшли протягом 2019—2021 у видавництві Ольги Фреймут «Snowdrop».
| Рік  | Назва                    | Оригінальна назва         | Український переклад     | Примітки |
| ---- | ------------------------ | ------------------------- | ------------------------ | -------- |
| 1930 | Хліб геніїв              | Giant's Bread             | Олена Замойська (2019)   |          |
| 1934 | Незавершений портрет     | Unfinished Portrait       | Олена Замойська (2021)   |          |
| 1944 | Розлука навесні          | Absent In The Spring      | Ігор Астапенко (2019)    |          |
| 1948 | Мить троянди і мить тиса | The Rose and the Yew Tree | Євгенія Кононенко (2021) |          |
| 1952 | Донька є донька          | A Daughter's A Daughter   | Євгенія Кононенко (2019) |          |
| 1956 | Тягар любові             | The Burden                | Юрій Вітяк (2021)        |          |

#### Співавторство
Разом з членами Детективного клубу, Агата Крісті виступила співавторкою двох романів.
| Рік  | Назва                     | Оригінальна назва    | Український переклад | Примітки |
| ---- | ------------------------- | -------------------- | -------------------- | -------- |
| 1931 | Плавучий адмірал          | The Floating Admiral |                      | [ а 13 ] |
| 1933 | Запитайте в поліцейського | Ask a Policeman      |                      | [ а 14 ] |

### Оповідання
Список оповідань Агати Крісті наводиться нижче у порядку за роком їхньої першої публікації.
| Рік  | Назва                                                                         | Оригінальна назва                                                                                                | Головний персонаж | У збірці                                                                                                  | Український переклад                          |
| ---- | ----------------------------------------------------------------------------- | --- | ----------------- | --- | --------------------------------------------- |
| 1922 | Дружина Кеніта                                                                | The Wife of the Kenite                                                                                           |                   | Останній сеанс (2019)                                                                                     | Лілія Яким (2020)                             |
| 1923 | Крадіжка в готелі «Гранд-метрополітен»                                        | The Jewel Robbery at the Grand Metropolitan The Curious Disappearance of the Opalsen Pearls Mrs Opalsen's Pearls | Еркюль Пуаро      | Пуаро веде слідство (1924)                                                                                | Олександр Парунов (1989) Антоніна Ящук (2019) |
| 1923 | Загадкове зникнення містера Давенгайма                                        | The Disappearance of Mr Davenheim Mr Davenby Disappears                                                          | Еркюль Пуаро      | Пуаро веде слідство (1924)                                                                                | Антоніна Ящук (2019)                          |
| 1923 | Зірка Заходу                                                                  | The Adventure of the 'Western Star' The Western Star                                                             | Еркюль Пуаро      | Пуаро веде слідство (1924)                                                                                | Антоніна Ящук (2019)                          |
| 1923 | Трагедія в Мерсдон-Менорі                                                     | The Tragedy at Marsdon Manor The Marsdon Manor Tragedy                                                           | Еркюль Пуаро      | Пуаро веде слідство (1924)                                                                                | Антоніна Ящук (2019)                          |
| 1923 | Викрадення прем'єр-міністра                                                   | The Kidnapped Prime Minister The Kidnapped Premier                                                               | Еркюль Пуаро      | Пуаро веде слідство (1924)                                                                                | Антоніна Ящук (2019)                          |
| 1923 | Крадіжка на мільйон доларів                                                   | The Million Dollar Bond Robbery The Great Bond Robbery                                                           | Еркюль Пуаро      | Пуаро веде слідство (1924)                                                                                | Антоніна Ящук (2019)                          |
| 1923 | Підозріло дешева квартира                                                     | The Adventure of the Cheap Flat                                                                                  | Еркюль Пуаро      | Пуаро веде слідство (1924)                                                                                | Антоніна Ящук (2019)                          |
| 1923 | Таємниця Мисливської хатини                                                   | The Mystery of Hunter's Lodge The Hunter's Lodge Case                                                            | Еркюль Пуаро      | Пуаро веде слідство (1924)                                                                                | Антоніна Ящук (2019)                          |
| 1923 | Єгипетська гробниця                                                           | The Adventure of the Egyptian Tomb The Egyptian Adventure                                                        | Еркюль Пуаро      | Пуаро веде слідство (1924) Останній сеанс (2019)                                                          | Антоніна Ящук (2019)                          |
| 1923 | Убивство італійського аристократа                                             | The Adventure of the Italian Nobleman The Italian Nobleman                                                       | Еркюль Пуаро      | Пуаро веде слідство (1924)                                                                                | Антоніна Ящук (2019)                          |
| 1923 | Захований заповіт                                                             | The Case of the Missing Will The Missing Will                                                                    | Еркюль Пуаро      | Пуаро веде слідство (1924)                                                                                | Антоніна Ящук (2019)                          |
| 1923 | Дочка священнослужителя                                                       | The Clergyman's Daughter First Wish                                                                              | Томмі і Таппенс   | Партнери по злочину (1929)                                                                                |                                               |
| 1923 | Червоний будинок                                                              | The Red House First Wish                                                                                         | Томмі і Таппенс   | Партнери по злочину (1929)                                                                                |                                               |
| 1924 | Прихід містера Кіна                                                           | The Coming of Mr Quin The Passing of Mr Quin                                                                     | Харлі Кін         | Таємничий містер Кін (1930)                                                                               |                                               |
| 1924 | Тінь на склі                                                                  | The Shadow on the Glass                                                                                          | Харлі Кін         | Таємничий містер Кін (1930)                                                                               |                                               |
| 1924 | Фея у квартирі                                                                | A Fairy in the Flat Publicity                                                                                    | Томмі і Таппенс   | Партнери по злочину (1929)                                                                                |                                               |
| 1924 | Чайник                                                                        | A Pot of Tea Publicity                                                                                           | Томмі і Таппенс   | Партнери по злочину (1929)                                                                                |                                               |
| 1924 | Справа про рожеву перлину                                                     | The Affair of the Pink Pearl                                                                                     | Томмі і Таппенс   | Партнери по злочину (1929)                                                                                |                                               |
| 1924 | Пригоди зловісного незнайомця                                                 | The Adventure of the Sinister Stranger The Case of the Sinister Stranger                                         | Томмі і Таппенс   | Партнери по злочину (1929)                                                                                |                                               |
| 1924 | Позбутися короля                                                              | Finessing the King                                                                                               | Томмі і Таппенс   | Партнери по злочину (1929)                                                                                |                                               |
| 1924 | Джентльмен, одягнений у газету                                                | The Gentleman Dressed in Newspaper Finessing the King                                                            | Томмі і Таппенс   | Партнери по злочину (1929)                                                                                |                                               |
| 1924 | Справа про зниклу леді                                                        | The Case of the Missing Lady                                                                                     | Томмі і Таппенс   | Партнери по злочину (1929)                                                                                |                                               |
| 1924 | Блеф сліпого                                                                  | Blindman's Bluff                                                                                                 | Томмі і Таппенс   | Партнери по злочину (1929)                                                                                |                                               |
| 1924 | Людина у тумані                                                               | The Man in the Mist                                                                                              | Томмі і Таппенс   | Партнери по злочину (1929)                                                                                |                                               |
| 1924 | Шурхач                                                                        | The Crackler The Affair of the Forged Notes                                                                      | Томмі і Таппенс   | Партнери по злочину (1929)                                                                                |                                               |
| 1924 | Таємниця Саннінгдейла                                                         | The Sunningdale Mystery The Sunninghall Mystery                                                                  | Томмі і Таппенс   | Партнери по злочину (1929)                                                                                |                                               |
| 1924 | Будинок, де причаїлася смерть                                                 | The House of Lurking Death                                                                                       | Томмі і Таппенс   | Партнери по злочину (1929)                                                                                |                                               |
| 1924 | Черевики посла                                                                | The Ambassador's Boots The Matter of the Ambassador's Boots                                                      | Томмі і Таппенс   | Партнери по злочину (1929)                                                                                |                                               |
| 1924 | Людина під номером 16                                                         | The Man Who Was No. 16                                                                                           | Томмі і Таппенс   | Партнери по злочину (1929)                                                                                |                                               |
| 1924 | Червоний сигнал                                                               | The Red Signal                                                                                                   |                   | Гончак Смерті та інші історії (1933) Свідок обвинувачення та інші історії (1948) Останній сеанс (2019)    | Андрій Євса (1986) Надія Хаєцька (2018)       |
| 1924 | Таємниця блакитної вази                                                       | The Mystery of the Blue Jar                                                                                      |                   | Гончак Смерті та інші історії (1933) Свідок обвинувачення та інші історії (1948) Останній сеанс (2019)    | Надія Хаєцька (2018)                          |
| 1924 | Джейн у пошуках роботи                                                        | Jane in Search of a Job                                                                                          |                   | Загадка Лістердейла (1934) Золотий м'яч та інші історії (1971)                                            |                                               |
| 1924 | Дівчина в поїзді                                                              | The Girl in the Train                                                                                            |                   | Загадка Лістердейла (1934) Золотий м'яч та інші історії (1971)                                            |                                               |
| 1924 | Котедж солов'їв Любов незнайомця                                              | Philomel Cottage                                                                                                 |                   | Загадка Лістердейла (1934) Свідок обвинувачення та інші історії (1948) Останній сеанс (2019)              | Микола Дмитренко (1988) Надія Хаєцька (2018)  |
| 1924 | Таємниця іспанської шалі                                                      | Mr. Eastwood's Adventure The Mystery of the Spanish Shawl The Mystery of the Second Cucumber                     |                   | Загадка Лістердейла (1934) Свідок обвинувачення та інші історії (1948)                                    | Наталія Дроботун (1986) Надія Хаєцька (2018)  |
| 1924 | Мужність Едварда Робінсона                                                    | The Manhood of Edward Robinson                                                                                   |                   | Загадка Лістердейла (1934) Золотий м'яч та інші історії (1971)                                            |                                               |
| 1925 | В отелі «Дзвіночок і мішура»                                                  | At the Bells and Motley A Man of Magic                                                                           | Харлі Кін         | Таємничий містер Кін (1930)                                                                               |                                               |
| 1925 | Знамення                                                                      | The Sign in the Sky A Sign in the Sky                                                                            | Харлі Кін         | Таємничий містер Кін (1930)                                                                               |                                               |
| 1925 | Свідок обвинувачення                                                          | The Witness for the Prosecution Traitor's Hands                                                                  |                   | Гончак Смерті та інші історії (1933) Свідок обвинувачення та інші історії (1948)                          | Юлія Романовська (1984) Надія Хаєцька (2018)  |
| 1925 | Коробка шоколаду                                                              | The Chocolate Box                                                                                                | Еркюль Пуаро      | Пуаро веде слідство (1925)                                                                                |                                               |
| 1925 | Дама під вуаллю                                                               | The Veiled Lady                                                                                                  | Еркюль Пуаро      | Пуаро веде слідство (1925)                                                                                |                                               |
| 1925 | Загублена шахта                                                               | The Lost Mine | Еркюль Пуаро      | Пуаро веде слідство (1925)                                                                                |                                               |
| 1925 | Четвертий чоловік                                                             | The Fourth Man                                                                                                   |                   | Гончак Смерті та інші історії (1933) Свідок обвинувачення та інші історії (1948) Останній сеанс (2019)    | Надія Хаєцька (2018)                          |
| 1925 | Загадка Лістердейла                                                           | The Listerdale Mystery                                                                                           |                   | Загадка Лістердейла (1934) Золотий м'яч та інші історії (1971)                                            |                                               |
| 1926 | Смарагд раджі                                                                 | The Rajah's Emerald                                                                                              |                   | Загадка Лістердейла (1934) Золотий м'яч та інші історії (1971)                                            |                                               |
| 1926 | Лебедина пісня                                                                | Swan Song |                   | Загадка Лістердейла (1934) Золотий м'яч та інші історії (1971)                                            |                                               |
| 1926 | Любовні детективи                                                             | The Love Detectives At the Crossroads                                                                            |                   | Три сліпих мишеняти та інші історії (1950) Проблема у Пол'єнсі та інші історії (1991)                     |                                               |
| 1926 | Цвіт магнолії                                                                 | Magnolia Blossom                                                                                                 |                   | Золотий м'яч та інші історії (1971) Година Агати Крісті (1982) Проблема у Пол'єнсі та інші історії (1991) |                                               |
| 1926 | S.O.S.                                                                        | S.O.S. |                   | Гончак Смерті та інші історії (1933) Свідок обвинувачення та інші історії (1948) Останній сеанс (2019)    | Надія Хаєцька (2018)                          |
| 1926 | Останній сеанс                                                                | The Last Seance The Stolen Ghost The Woman Who Stole a Ghost                                                     |                   | Гончак Смерті та інші історії (1933) Подвійний гріх та інші історії (1961) Останній сеанс (2019)          | Лілія Яким (2020)                             |
| 1926 | Я прийду за тобою, Мері! Коли існує заповіт, Коли Боги сміються, Радіоприймач | Wireless Where There's a Will                                                                                    |                   | Гончак Смерті та інші історії (1933) Свідок обвинувачення та інші історії (1948) Останній сеанс (2019)    | Надія Хаєцька (2018)                          |
| 1927 | Душа круп'є                                                                   | The Soul of the Croupier                                                                                         | Харлі Кін         | Таємничий містер Кін (1930)                                                                               |                                               |
| 1927 | Голос у темряві                                                               | The Voice in the Dark                                                                                            | Харлі Кін         | Таємничий містер Кін (1930)                                                                               |                                               |
| 1927 | Обличчя прекрасної Єлени                                                      | The Face of Helen                                                                                                | Харлі Кін         | Таємничий містер Кін (1930)                                                                               |                                               |
| 1927 | На краю землі                                                                 | The World's End World's End                                                                                      | Харлі Кін         | Таємничий містер Кін (1930)                                                                               |                                               |
| 1927 | Стежка Арлекіна                                                               | Harlequin's Lane                                                                                                 | Харлі Кін         | Таємничий містер Кін (1930)                                                                               |                                               |
| 1927 | Вівторковий вечірній клуб                                                     | The Tuesday Night Club The Solving Six                                                                           |                   | Тринадцять загадкових випадків (1932)                                                                     | Віктор Шовкун (2008)                          |
| 1928 | Плідна неділя                                                                 | A Fruitful Sunday                                                                                                |                   | Загадка Лістердейла (1934) Золотий м'яч та інші історії (1971)                                            |                                               |
| 1928 | Залізне алібі                                                                 | The Unbreakable Alibi                                                                                            | Томмі і Таппенс   | Партнери по злочину (1929)                                                                                |                                               |
| 1928 | Божественне святилище Астарти Поганська святиня Астарти                       | The Idol House of Astarte The Solving Six and the Evil Hour                                                      |                   | Тринадцять загадкових випадків (1932) Останній сеанс (2019)                                               | Віктор Шовкун (2008) Лілія Яким (2020)        |
| 1928 | Зливки золота                                                                 | Ingots of Gold The Solving Six and the Golden Grave                                                              |                   | Тринадцять загадкових випадків (1932)                                                                     | Віктор Шовкун (2008)                          |
| 1928 | Кров на бруківці                                                              | The Blood-Stained Pavement Drip! Drip!                                                                           |                   | Тринадцять загадкових випадків (1932)                                                                     | Віктор Шовкун (2008)                          |
| 1928 | Мотив проти сприятливої можливості                                            | Motive versus Opportunity Where's the Catch?                                                                     |                   | Тринадцять загадкових випадків (1932)                                                                     | Віктор Шовкун (2008)                          |
| 1928 | Відбиток великого пальця Святого Петра                                        | The Thumb Mark of St. Peter                                                                                      |                   | Тринадцять загадкових випадків (1932)                                                                     | Віктор Шовкун (2008)                          |
| 1929 | Мертвий Арлекін                                                               | The Dead Harlequin                                                                                               | Харлі Кін         | Таємничий містер Кін (1930)                                                                               |                                               |
| 1929 | Людина з моря                                                                 | The Man From the Sea                                                                                             | Харлі Кін         | Таємничий містер Кін (1930)                                                                               |                                               |
| 1929 | Золотий м'яч                                                                  | The Golden Ball Playing the Innocent                                                                             |                   | Загадка Лістердейла (1934) Золотий м'яч та інші історії (1971)                                            |                                               |
| 1929 | Нещасний випадок                                                              | Accident Uncrossed Path                                                                                          |                   | Загадка Лістердейла (1934) Свідок обвинувачення та інші історії (1948)                                    | Надія Хаєцька (2018)                          |
| 1929 | Пісенька про шість пенсів                                                     | Sing a Song of Sixpence                                                                                          |                   | Загадка Лістердейла (1934) Свідок обвинувачення та інші історії (1948)                                    | Надія Хаєцька (2018)                          |
| 1929 | Синя герань Синя квітка герані                                                | The Blue Geranium                                                                                                |                   | Тринадцять загадкових випадків (1932) Останній сеанс (2019)                                               | Віктор Шовкун (2008) Лілія Яким (2020)        |
| 1930 | Птах з підбитим крилом                                                        | The Bird with the Broken Wing                                                                                    | Харлі Кін         | Таємничий містер Кін (1930)                                                                               |                                               |
| 1930 | Трагедія перед Різдвом                                                        | A Christmas Tragedy The Hat and the Alibi                                                                        |                   | Тринадцять загадкових випадків (1932)                                                                     | Віктор Шовкун (2008)                          |
| 1930 | Компаньйонка                                                                  | The Companion The Resurrection of Amy Durrant Companions                                                         |                   | Тринадцять загадкових випадків (1932)                                                                     | Віктор Шовкун (2008)                          |
| 1930 | Трава смерті                                                                  | The Herb of Death                                                                                                |                   | Тринадцять загадкових випадків (1932)                                                                     | Віктор Шовкун (2008)                          |
| 1930 | Четверо підозрюваних                                                          | The Four Suspects                                                                                                |                   | Тринадцять загадкових випадків (1932)                                                                     | Віктор Шовкун (2008)                          |
| 1930 | Пригода в бунгало                                                             | The Affair at the Bungalow                                                                                       |                   | Тринадцять загадкових випадків (1932)                                                                     | Віктор Шовкун (2008)                          |
| 1931 | Утоплена                                                                      | Death by Drowning                                                                                                |                   | Тринадцять загадкових випадків (1932)                                                                     | Віктор Шовкун (2008)                          |
| 1932 | Другий гонг                                                                   | The Second Gong                                                                                                  |                   | Свідок обвинувачення та інші історії (1948) Проблема у Пол'єнсі та інші історії (1991)                    | Надія Хаєцька (2018)                          |
| 1933 | Дельфійський оракул                                                           | The Oracle at Delphi                                                                                             |                   | Паркер Пайн веде слідство (1934)                                                                          | Михайло Соколець (1989)                       |
| 1933 | Циганка                                                                       | The Gypsy |                   | Гончак Смерті та інші історії (1933) Золотий м'яч та інші історії (1971) Останній сеанс (2019)            | Лілія Яким (2020)                             |
| 1933 | Світло                                                                        | The Lamp |                   | Гончак Смерті та інші історії (1933) Золотий м'яч та інші історії (1971) Останній сеанс (2019)            | Лілія Яким (2020)                             |
| 1933 | Дивний випадок сера Артура Кармайкла                                          | The Strange Case of Sir Arthur Carmichael The Strange Case of Sir Andrew Carmichael                              |                   | Гончак Смерті та інші історії (1933) Золотий м'яч та інші історії (1971) Останній сеанс (2019)            | Лілія Яким (2020)                             |
| 1933 | Гончак Смерті                                                                 | The Hound of Death                                                                                               |                   | Гончак Смерті та інші історії (1933) Золотий м'яч та інші історії (1971) Останній сеанс (2019)            | Лілія Яким (2020)                             |
| 1933 | Поклик крил                                                                   | The Call of Wings                                                                                                |                   | Гончак Смерті та інші історії (1933) Золотий м'яч та інші історії (1971)                                  |                                               |
| 1934 | Таємниче відображення                                                         | In a Glass Darkly                                                                                                |                   | Таємниця регати та інші історії (1939) Останні справи міс Марпл (1979) Останній сеанс (2019)              | Лілія Яким (2020)                             |
| 1935 | Проблема у Пол'єнсі                                                           | The Problem at Pollensa Bay                                                                                      |                   | Таємниця регати та інші історії (1939) Проблема у Пол'єнсі та інші історії (1991)                         |                                               |
| 1936 | Трикутник на Родосі                                                           | Triangle at Rhodes                                                                                               | Еркюль Пуаро      | Убивство у прохідному дворі (1937)                                                                        |                                               |
| 1936 | Убивство у прохідному дворі                                                   | Murder in the Mews                                                                                               | Еркюль Пуаро      | Убивство у прохідному дворі (1937)                                                                        |                                               |
| 1936 | Пуаро й таємниця регати                                                       | Poirot and the Regatta Mystery                                                                                   | Еркюль Пуаро      | Свідок обвинувачення та інші історії (1948)                                                               |                                               |
| 1937 | Жовті іриси                                                                   | Yellow Iris |                   | Таємниця регати та інші історії (1939) Проблема у Пол'єнсі та інші історії (1991)                         |                                               |
| 1937 | Дзеркало мерця                                                                | Dead Man's Mirror                                                                                                | Еркюль Пуаро      | Убивство у прохідному дворі (1937)                                                                        |                                               |
| 1937 | Неймовірна крадіжка                                                           | The Incredible Theft                                                                                             | Еркюль Пуаро      | Убивство у прохідному дворі (1937)                                                                        |                                               |
| 1938 | Сон                                                                           | The Dream |                   | Таємниця регати та інші історії (1939) Пригоди різдвяного пудингу (1960) Останній сеанс (2019)            | Лілія Яким (2020)                             |
| 1939 | Таємниця регати                                                               | The Regatta Mystery                                                                                              |                   | Таємниця регати та інші історії (1939) Проблема у Пол'єнсі та інші історії (1991)                         |                                               |
| 1940 | Стадо Геріона                                                                 | The Flock of Geryon                                                                                              |                   | Подвиги Геракла (1947) Останній сеанс (2019)                                                              | Лілія Яким (2020)                             |
| 1958 | Лялька з ательє                                                               | The Dressmaker's Doll                                                                                            |                   | Подвійний гріх та інші історії (1961) Останні справи міс Марпл (1979) Останній сеанс (2019)               | Лілія Яким (2020)                             |
| 1971 | Поруч із собакою                                                              | Next to a Dog |                   | Золотий м'яч та інші історії (1971) Проблема у Пол'єнсі та інші історії (1991)                            |                                               |
| 1971 | Чайний сервіз «Арлекін»                                                       | The Harlequin Tea Set                                                                                            |                   | Проблема у Пол'єнсі та інші історії (1991) Чайний сервіз «Арлекін» та інші історії (1997)                 |                                               |

### Збірки оповідань
| Рік  | Назва                                                               | Оригінальна назва                                                 | Цикл                   | Український переклад                            | Примітки |
| ---- | ------------------------------------------------------------------- | ----------------------------------------------------------------- | ---------------------- | ----------------------------------------------- | -------- |
| 1924 | Пуаро веде слідство (11 оповідань) (+ 3 оповідання у амер. виданні) | Poirot Investigates                                               | Еркюль Пуаро           | Антоніна Ящук (2019)                            |          |
| 1929 | Партнери по злочину (17 оповідань)                                  | Partners In Crime                                                 | Томмі і Таппенс        |                                                 |          |
| 1930 | Таємничий містер Кін (12 оповідань)                                 | The Mysterious Mr. Quin                                           | Харлі Кін              |                                                 |          |
| 1932 | Тринадцять загадкових випадків (13 оповідань)                       | The Thirteen Problems                                             | Міс Марпл              | Віктор Шовкун (2008)                            |          |
| 1933 | Гончак Смерті та інші історії (12 оповідань)                        | The Hound of Death and Other Stories                              |                        |                                                 |          |
| 1934 | Загадка Лістердейла (12 оповідань)                                  | The Listerdale Mystery                                            |                        |                                                 |          |
| 1934 | Паркер Пайн веде слідство                                           | Parker Pyne Investigates                                          | Паркер Пайн            |                                                 |          |
| 1937 | Убивство у прохідному дворі (4 оповідання)                          | Murder in the Mews                                                | Еркюль Пуаро           |                                                 |          |
| 1939 | Таємниця регати та інші розповіді                                   | The Regatta Mystery and Other Stories                             | Еркюль Пуаро           |                                                 |          |
| 1947 | Подвиги Геракла                                                     | The Labours of Hercules                                           | Еркюль Пуаро           |                                                 |          |
| 1948 | Свідок обвинувачення та інші історії (12 оповідань)                 | The Witness for the Prosecution and Other Stories                 |                        | Надія Хаєцька (2018)                            |          |
| 1950 | Три сліпих мишеняти та інші розповіді                               | Three Blind Mice and Other Stories                                |                        |                                                 |          |
| 1951 | Невдаха та інші розповіді                                           | The Under Dog and Other Stories                                   |                        |                                                 |          |
| 1960 | Пригоди різдвяного пудингу                                          | The Adventure of the Christmas Pudding and a Selection of Entrées | Еркюль Пуаро Міс Марпл |                                                 |          |
| 1961 | Подвійний гріх та інші розповіді                                    | Double Sin and Other Stories                                      |                        |                                                 |          |
| 1961 | Тринадцять на щастя!                                                | Thirteen for Luck!                                                |                        |                                                 |          |
| 1971 | Золотий м'яч та інші історії (15 оповідань)                         | The Golden Ball and Other Stories                                 |                        |                                                 |          |
| 1974 | Ранні справи Пуаро                                                  | Poirot's Early Cases                                              | Еркюль Пуаро           |                                                 |          |
| 1979 | Останні справи міс Марпл                                            | Miss Marple's Final Cases and Two Other Stories                   | Міс Марпл              |                                                 |          |
| 1982 | Година Агати Крісті                                                 | Agatha Christie Hour                                              |                        |                                                 |          |
| 1991 | Проблема у Пол'єнсі та інші історії (8 оповідань)                   | Problem at Pollensa Bay and Other Stories                         |                        |                                                 |          |
| 1997 | Допоки триває світло та інші розповіді                              | While the Light Lasts and Other Stories                           |                        |                                                 |          |
| 1997 | Чайний комплект «Арлекін»                                           | The Harlequin Tea Set and Other Stories                           |                        |                                                 |          |
| 2019 | Останній сеанс (19 оповідань)                                       | The Last Séance: Tales of the Supernatural                        |                        | Антоніна Ящук, Лілія Яким, Надія Хаєцька (2020) |          |

### П'єси
- Чорна кава
- І не лишилось жодного
- Побачення зі смертю
- Смерть на Нілі
- Лощина
- Мишоловка
- Свідок обвинувачення (п'єса)
- Павутиння
- Несподіваний гість
- Вердикт
- Правило трьох
- П'ятірка скрипалів
- Ехнатон
- Чимніз

### П'єси для радіо і телебачення
- Осине гніздо
- Жовтий ірис
- Троє сліпих мишенят
- Масло в їжі лорда
- Приватний дзвінок

### Інші твори
- Дорога мрій
- Розкажи, як ти живеш
- Зірка над Вифлеємом та інші розповіді
- Вірші
- Автобіографія

## Виноски
1. 1 2  У цій колонці наводиться назва твору в українському перекладі, під якою він був опублікований в Україні (або — за радянських часів — в УРСР). Інші назви твору в українському перекладі наводяться під основною назвою шрифтом меншого розміру.
2. 1 2  У цій колонці наводиться англомовна назва твору, під якою він був опублікований на батьківщині письменниці, у Великій Британії. Там, де американське (також англомовне) видання твору мало альтернативну назву, воно наводиться під основною назвою шрифтом меншого розміру.
3. 1 2 3 4 5  У дужках вказаний рік першої публікації українського перекладу.
4. ↑  Видання вийшло під назвою «Запізніла розплата».
5. ↑  Видання 2012 року мало назву «Убивство в будинку пастора». Під назвою «Убивство в будинку вікарія» опубліковано 2018 року.
6. ↑  Видання 1971 року було опубліковано під назвою «Таємниця індійського острова». Перевидання 1991 року вийшло під назвою «Таємниця Індіанського острова».
7. ↑  Опубліковано під назвою «Знахідка у бібліотеці».
8. ↑  Опубліковано під назвою «На кого вкаже палець».
9. ↑  Опубліковано під назвою «Смерть у шампанському».
10. ↑  Опубліковано під назвою «Вбивство відбудеться у п'ятницю» у журналі «Прапор» (№ 6-10 за 1985).
11. ↑  Опубліковано під назвою «У готелі Бертрама».
12. ↑  Опубліковано під назвою «Третя квартирантка» у журналі «Прапор» (№ 10-12 за 1988, № 1-10 за 1989).
13. ↑  Агата Крісті написала окрему главу у виданні.
14. ↑  Агата Крісті написала передмову до видання.
15. 1 2  Оповідання «Дочка священнослужителя» сюжетно пов'язане з оповіданням «Червоний будинок». Обидва оповідання (до того, як бути розділеними у збірці «Партнери по злочину») вперше побачили світ як єдине оповідання «Перше бажання».
16. 1 2  Оповідання «Фея в квартирі» сюжетно пов'язане з оповіданням «Чайник». Обидва оповідання (до того, як бути розділеними у збірці «Партнери по злочину») вперше побачили світ як єдине оповідання «Публічність».
17. 1 2  Оповідання «Позбутися короля» сюжетно пов'язане з оповіданням «Джентльмен, одягнений у газету». Обидва оповідання (до того, як бути розділеними у збірці «Партнери по злочину») вперше побачили світ як єдине оповідання «Позбутися короля».
18. ↑  Опублікований під назвою «Любов незнайомця».
19. 1 2 3  Оповідання було опубліковано тільки у американському виданні збірки, яке побачило світ 1925 року. До британського видання збірки 1924 року воно включене не було.
20. ↑  Опублікований під назвою «Поганська святиня Астарти».
21. ↑  Опублікований під назвою «Синя квітка герані».
22. ↑  В українському перекладі побачила світ британська версія збірки, яка складається з 11 оповідань.